# Jane Tapsubei Creider
Jane Tapsubei Creider (geb. in den 1940er Jahren) ist eine  kenianische Schriftstellerin und Künstlerin. Sie verfasste Belletristik, Sachbücher und Memoiren. Gemeinsam mit ihrem Mann Chet A. Creider veröffentlichte sie auch Bücher über die Nandi-Sprache.

## Biographie
Jane Creider wuchs in Kenia in der Nähe des Nyanza-Sees (früher Viktoriasee) auf und wurde in der Tradition des Nandi-Volkes erzogen. Nachdem sie in Kisumu und Nairobi gearbeitet hatte, zog sie nach Kanada. Dort arbeitet sie als Künstlerin für Tonbildhauerei in London (Ontario).
Ihr schriftstellerisches Werk umfasst Artikel, Kurzgeschichten, einen Roman und die Autobiografie „Two Lives: My Spirit and I“, die 1986 veröffentlicht wurde. „Zwei Leben“ erzählt von ihrer Erziehung als Angehörige des Nandi-Stammes, ihrer Ausbildung durch christliche Missionare, ihrem Aufenthalt in Nordamerika und ihrer Heirat mit einem kanadischen Professor: Die Autobiographie stellt die traditionelle Nandi-Identität, die durch die Geisterwelt der Ahnen und die Großfamilie bestimmt wird, dem autonomen Individuum gegenüber, das ein europäischer Import in die afrikanische Kultur ist.
Creiders Werke wurden in Anthologien wie Daughters of Africa (1992) von Margaret Busby und Fiery Spirits (1995), herausgegeben von Ayanna Black, veröffentlicht.

## Privates
Sie hat gemeinsam mit ihrem kanadischen Ehemann zwei Kinder.

## Veröffentlichungen (Auswahl)
- Two Lives: My Spirit and I. The Women's Press, London 1986 (englisch).
- The Shrunken Dream. Women's Press of Canada, Toronto 1993, ISBN 978-0-88961-175-7 (englisch).
- Jane Tapsubei Creider and Chet A. Creider: A Dictionary of the Nandi Language. Köppe, Köln 2001, ISBN 978-3-89645-134-7 (englisch).
- Jane Tapsubei Creider and Chet A. Creider: A grammar of Nandi. Buske, Hamburg 1989, ISBN 978-3-87118-944-9 (englisch).